# Melittia aurociliata
Melittia aurociliata is een vlinder uit de familie wespvlinders (Sesiidae), onderfamilie Sesiinae.
Melittia aurociliata is voor het eerst wetenschappelijk beschreven door Aurivillius in 1879. De soort komt voor in het Afrotropisch gebied.